# Осиновка (Карачевский район)
Осиновка — деревня в Карачевском районе Брянской области, в составе Карачевского городского поселения. 

Расположена в 2 км к западу от деревни Коптилово, в 8 км к востоку от села Верхополье. Население — 71 человек (2010).

## История
Возникла во второй половине XIX века как выселки Верхоболотье; в первой половине XX века сосуществовали оба названия. 
До 1929 года входила в Карачевский уезд (с 1861 — в составе Руженской волости, с 1924 в Карачевской волости).
С 1929 года в Карачевском районе. До 1954 — в Коптиловском сельсовете, в 1954—1960 и в 1989—2005 гг. в Трыковском, в 1960—1989 — в Верхопольском сельсовете.
| Годы      | 1887 | 1926 | 1979 | 1989 | 2002 | 2010 |
| --------- | ---- | ---- | ---- | ---- | ---- | ---- |
| Население | 58   | 232  | 108  | 107  | 79   | 71   |